# Szajzar
Szajzar (arab. شيزر) – miasto w Syrii, w muhafazie Hama. W 2004 roku liczyło 5953 mieszkańców.